# 準拠
| ウィキペディアには「準拠」という見出しの百科事典記事はありません（タイトルに「準拠」を含むページの一覧/「準拠」で始まるページの一覧）。 代わりにウィクショナリーのページ「準拠」が役に立つかもしれません。 |